# Potępa
Potępa (niem. Potempa) – wieś w Polsce położona w województwie śląskim, w powiecie tarnogórskim, w gminie Krupski Młyn.

## Położenie
Potępa znajduje się przy drodze powiatowej z Tworoga do Krupskiego Młyna. Wieś razem z przysiółkami Żyłka, Kanol oraz Odmuchów tworzy rozproszony układ osadniczy wpisany w okalającą go leśną scenerię.
Pod względem geograficznym Potępa położona jest na Nizinie Śląskiej, w ramach Równiny Opolskiej. Rzeka Stoła wpada tutaj do Małej Panwi, a przysiółek Odmuchów przecina rzeka Ligancja.

## Nazwa
Nazwa miejscowości pochodzi prawdopodobnie od nazwiska młynarza, który miał tutaj prowadzić swój młyn zbożowy. Administrator dóbr toszecko-pyskowickich w latach 1584–1586 Friedrich von Schamberg odnotował w swoich księgach młynarza o nazwisku Potupa (Potempa), działającego przy kuźnicach tworoskiej i kotowskiej.
W latach reżimu hitlerowskiego wieś nosiła nazwę Wüstenrode.

## Historia
Początki Potępy można utożsamić ze wspomnianym wyżej młynem, wokół którego z biegiem czasu rozrosła się większa osada. Z 1641 roku pochodzi zapis o Potępie w ówczesnej księdze chrztów i ślubów parafii wielowiejskiej.
Od roku 1666 miejscowość wchodziła w skład utworzonych wtedy prywatnych dóbr tworoskich, gdy w 1672 roku z polecenia właściciela owych dóbr hrabiego Jerzego Leonarda Colonny wybudowano tu kaplicę na podobieństwo Grobu Pańskiego w Jerozolimie, podlegającą od 1687 roku pod nowo wydzieloną parafię Koty. Dziś odrestaurowana kaplica cały czas pełni swoje funkcje liturgiczne oraz filialno-parafialne, stanowiąc jednocześnie miejscową atrakcję krajoznawczą wpisaną do rejestru zabytków.
Akta wizytacji biskupiej z roku 1687 odnotowują funkcjonowanie wtedy w Potępie kuźnicy żelaza. Zakład hutniczy w różnej postaci działał tu do połowy XIX w.
Z początku Potępa, pozostająca częścią majątku kolejnych właścicieli Tworoga nieprzerwanie do 1945 roku, leżała na terenach księstwa opolsko-raciborskiego w Monarchii Habsburgów. Po 1742 roku w Królestwie Prus, a od roku 1918 w Republice Weimarskiej. W plebiscycie górnośląskim zdecydowana większość mieszkańców wsi opowiedziała się za przyłączeniem do II Rzeczypospolitej, jednak Potępa znalazła się w granicach Polski dopiero po 1945 roku.
W nocy z 9 na 10 sierpnia 1932 roku pięciu umundurowanych funkcjonariuszy SA zamordowało w Potępie rzekomego komunistę i domniemanego powstańca śląskigo Konrada Piecucha. Sprawcy zostali początkowo skazani na śmierć, jednak w wyniku zamieszek wywołanych w całych Niemczech przez SA i wstawiennictwa Adolfa Hitlera, kanclerz Franz von Papen zamienił wyrok na dożywotnie więzienie. W marcu 1933 r. – po objęciu pełni władzy przez Hitlera – mordercy zostali zwolnieni.
W okresie powojennym Potępa weszła w skład gminy Tworóg, a następnie gminy Krupski Młyn po powstaniu tejże. W latach 1961–91 w granicach Krupskiego Młyna.
W latach 1954-1961 wieś była siedzibą gromady Potępa, po jej zniesieniu włączona do osiedla Krupski Młyn. W latach 1975–1998 miejscowość należała administracyjnie do województwa katowickiego.
Szkoła podstawowa w Potępie funkcjonuje od 1805 roku.